# Magnolia insignis
Magnolia insignis este o specie de plante din genul Magnolia, familia Magnoliaceae, descrisă de Nathaniel Wallich. Conform Catalogue of Life specia Magnolia insignis nu are subspecii cunoscute.